# Gerhard Rompe
Gerhard Rompe (* 11. Juni 1931; † 29. September 2008) war ein deutscher Sportmediziner und Orthopäde.

## Leben
Im Jahr 1967 schloss Rompe an der Universität Heidelberg seine Habilitation im Fach Medizin (Thema: Die Arthrogryposis multiplex congenita und ihre Differentialdiagnose) ab, ab 1973 war er an der Orthopädischen Universitätsklinik Heidelberg Professor für Physiotherapie und Sportorthopädie. Er leitete die Abteilung für Physiotherapie und Sportorthopädie bis zu seiner Entpflichtung im Jahr 1996. Am Heidelberger Institut für Sport und Sportwissenschaft lehrte er die Fächer Sportorthopädie und Sporttraumatologie. Zwischen 1977 und 1981 war Rompe Dekan der Medizinischen Fakultät.
Er machte sich als Orthopädie-Gutachter für Berufsgenossenschaften, Versicherungen und Gerichte einen Namen. Ab 1978 brachte er gemeinsam mit Arnold Erlenkämper in mehreren Auflagen das Buch Begutachtung der Haltungs- und Bewegungsorgane heraus. Rompe war ebenfalls Mitherausgeber von Lehrbüchern für Krankengymnastik.
Der Gesellschaft für Orthopädie und Traumatologie im Sport gehörte Rompe ab August 1988 an.